# Murat Dağ
Murat Dağ (ur. 25 maja 1994) – turecki zapaśnik startujący w stylu klasycznym. Zajął czternaste miejsce na mistrzostwach świata w 2017 i 2018. Piąty na mistrzostwach Europy w 2017. Brązowy medalista igrzysk solidarności islamskiej w 2021. Triumfator akademickich MŚ w 2018. Trzeci w Pucharze Świata w 2016. 
Trzeci na MŚ U-23 w 2017 roku.